# کرست‌لاین (کالیفرنیا)
کرست‌لاین (به انگلیسی: Crestline) یک منطقهٔ مسکونی در ایالات متحده آمریکا است که در شهرستان سن برناردینو، کالیفرنیا واقع شده‌است. کرست‌لاین ۳۶٫۲۰۷ کیلومتر مربع مساحت و ۱۰٬۷۷۰ نفر جمعیت دارد و ۱٬۴۰۶ متر بالاتر از سطح دریا واقع شده‌است.